# Hitoshi Ishii
Hitoshi Ishii (jap. 石井 仁司, Ishii Hitoshi; * 12. Oktober 1947) ist ein japanischer Mathematiker, der sich mit Partiellen Differentialgleichungen befasst.
Ishii studierte zunächst Physik und dann Mathematik an der Waseda-Universität in Tokio mit dem Diplom 1972 und der Promotion 1975 (偏微分方程式の初期値問題のLP可解性及び一意性, deutsch LP-Lösbarkeit und Einzigartigkeit des Problems des Ausgangswertes von partiellen Differentialgleichungen). Er war ab 1976 Assistenzprofessor an der Chūō-Universität in Tokio und ab 1989 Professor. 1996 wurde er Professor an der Tokyo Metropolitan University und ab 2001 war er Professor an der Waseda-Universität.
Er befasst sich mit nichtlinearen partiellen Differentialgleichungen (PDE) wie die Hamilton-Jacobi-Gleichung, Viskositätslösungen von PDEs, optimaler Kontrolltheorie, Differentiellen Spielen und Evolution von Oberflächen.
1987/88 war er Gastprofessor an der Brown University, 2011 am Collège de France und 2010 an der University of Chicago. 2011 bis 2014 war er Adjunct Professor an der King Abdulaziz University.
1993 und 1995 erhielt er den Herbstpreis der Japanischen Mathematischen Gesellschaft. 2006 war er Gastredner auf dem Internationalen Mathematikerkongress in Madrid (Asymptotic solutions for large time of Hamilton-Jacobi equations) und er war Gastredner auf dem 7. International Congress on Industrial and Applied Mathematics (ICIAM) 2007 in Zürich.
Er ist Fellow der American Mathematical Society.

## Schriften
- mit Michael Crandall, Pierre-Louis Lions: User’s guide to viscosity solutions of second order partial differential equations. Bulletin AMS, Band 27, 1992, 1–67
- mit Pierre-Louis Lions: Viscosity solutions of fully nonlinear second-order elliptic partial differential equations. Journal of Differential equations, Band  83, 1990, S. 26–78
- On uniqueness and existence of viscosity solutions of fully nonlinear second order elliptic PDE's. Communications on pure and applied mathematics 42, 1989, S. 15–45
- Perron’s method for Hamilton-Jacobi equations. Duke Math. J., 55, 1987, 369–384